# Beija-flor-porto-riquenho
O Beija-flor-porto-riquenho (Anthracothorax viridis) é uma grande espécie de beija-flor da subfamília Polytminae. É endémico da ilha principal de Porto Rico.

## Taxonomia e sistemática
A relação da ave com as outras espécies do gênero Anthracothorax não foi estabelecida. A espécie é monotípica.

## Descrição
A manga verde é 11 to 14 cm (4.3 to 5.5 in) comprimento e pesa cerca 7 g (0.25 oz)Os sexos são semelhantes, exceto que a fêmea tem uma pequena mancha branca atrás do olho. As partes superiores dos adultos são verde-esmeralda, suas partes inferiores azul-esverdeadas metálicas e sua cauda azul-preta metálica com pontas brancas em suas penas. Os imaturos têm uma coloração acastanhada na cabeça e nas costas.

### Movimento
A espécie faz movimentos altitudinais em resposta às mudanças sazonais no momento da floração.

### Alimentação
A mango verde se alimenta de néctar e artrópodes. Leva néctar de uma grande variedade de árvores floridas, arbustos e trepadeiras, e os machos defendem as árvores floridas. Os insetos são capturados principalmente na asa e as aranhas nas folhas e na casca. Forrageia desde o sub-bosque até o nível acima da copa das árvores.

## Status
A IUCN avaliou a espécie como sendo de menor preocupação, embora seu tamanho e tendência populacional não sejam conhecidos. É considerado comum nas montanhas e "aceita prontamente habitats artificiais", como plantações de café.